# Epazoyucan
Epazoyucan è una municipalità dello stato di Hidalgo, nel Messico centrale, il cui capoluogo è la omonima municipalità.
La popolazione della municipalità è di 11.522 abitanti (2010).

## Monumenti e luoghi d'interesse

### Convento agostiniano
Il convento del XVI secolo con atrio con croce di pietra, posas ispano-platereshe e cappella aperta.